# Claro (film)
Pour plus de détails, voir Fiche technique et Distribution.
Claro est un film italien réalisé par le cinéaste brésilien Glauber Rocha, sorti en 1975. 
Ce film traite du regard porté par un Brésilien sur Rome, soit le colonisé sur le colonisateur.

## Fiche technique
- Titre : Claro
- Réalisation : Glauber Rocha
- Scénario : Glauber Rocha
- Photographie : Mario Gianni
- Montage : Cristiana Tullio-Altan
- Production : Gianni Barcelloni, Juliet Berto, Alberto Marucchi, Glauber Rocha et Marco Tamburella
- Société de production : DPT-Spa
- Pays :  Italie
- Genre : Drame
- Durée : 111 minutes
- Dates de sortie : 
  -  France : 20 novembre 1975 (festival Cinématographique International de Paris)

## Distribution
- Juliet Berto
- Mackay
- El Cachorro
- Jirges Ristum
- Tony Scott
- Louis Waldon
- Bettina Best
- Peter Adarire
- Francesco Serrao
- Anna Carini
- Luciana Liquori
- Jarine Janet
- Carmelo Bene
- Hélio Oiticica